# Ho.
Vodafone Enabler Italia S.r.l., en abrégé VEI S.r.l., est une société de télécommunications italienne opérant en tant qu'opérateur de réseau mobile virtuel sous la marque ho. ou ho-mobile. C'est une filiale de Vodafone Italia S.p.A.,.
Fondée en 2017, elle a été créée pour concurrencer Iliad sur le marché de la téléphonie mobile,.